# Byala (obchtina, Roussé)
Pour les articles homonymes, voir Byala.
Byala (bulgare : Бяла) est une obchtina de l'oblast de Roussé en Bulgarie.